# Tyus Jones
Pour les articles homonymes, voir Jones.
Tyus Robert Jones, né le 10 mai 1996 à Burnsville dans le Minnesota, est un joueur américain de basket-ball évoluant au poste de meneur au sein du Magic d'Orlando.

## Biographie

### Carrière au lycée
En 2011, Jones participe au championnat des Amériques dans la catégorie des 16 ans et moins avec l'équipe des États-Unis. Les États-Unis remportent la compétition et Jones finit meilleur passeur de la compétition avec 5,6 passes décisives de moyenne.
En 2012, il est sélectionné dans l'équipe américaine qui participe au championnat du monde des 17 ans et moins qui se déroule à Kaunas. Les États-Unis remportent la compétition et Jones finit 3e meilleur passeur derrière le Tchèque Radovan Kouřil et l'Australien Mirko Djeric.
En 2014, Jones participe aux trois grandes compétitions de lycéens : le Nike Hoop Summit, la Jordan Brand Classic et le McDonald's All-American Boys Game,.

### Carrière universitaire
Jones rejoint l'équipe universitaire des Blue Devils de Duke, avec son ami Jahlil Okafor, lors de la saison 2014-2015. Les Blue Devils enregistrent au début de saison l'arrivée de plusieurs des meilleurs lycéens du pays : Jones, Okafor, Justise Winslow et Grayson Allen. Duke remporte le championnat NCAA 2015 et Jones, 23 points, dont 19 en deuxième période, avec un 7 sur 13 au tir, en est nommé meilleur joueur (Most Outstanding Player).
Après sa réussite lors du Final Four, Jones décide de se présenter à la Draft 2015 de la NBA.

### Carrière professionnelle

#### Timberwolves du Minnesota (2015-2019)
Il est sélectionné en 24e position par les Cavaliers de Cleveland lors de la draft puis ses droits sont cédés aux Timberwolves du Minnesota.

#### Grizzlies de Memphis (2019-2023)
Le 10 juillet 2019, étant agent libre restreint, il s'engage pour un contrat de 28 millions de dollars sur trois saisons avec les Grizzlies de Memphis, les Timberwolves ne s'alignent pas sur l'offre.
Le 30 juin 2022, il signe un deuxième contrat de 29 millions de dollars sur deux saisons avec les Grizzlies.

#### Wizards de Washington (2023-2024)
Le jour de la draft 2023, Tyus Jones est transféré vers les Wizards de Washington dans un échange en triangle impliquant les Celtics, les Wizards et les Grizzlies.

#### Suns de Phoenix (2024-2025)
Agent libre à l'été 2024, il signe avec les Suns de Phoenix pour une saison.

#### Magic d'Orlando (depuis 2025)
Jones s'engage avec le Magic d'Orlando pour la saison 2025-2026 avec un contrat de 7 millions de dollars à la clé.

## Statistiques

### Universitaires
| Saison    | Équipe   | Matchs | Titul. | Min./m | % Tir | % 3pts | % LF | Rbds/m. | Pass/m. | Int/m. | Ctr/m. | Pts/m. |
| --------- | -------- | ------ | ------ | ------ | ----- | ------ | ---- | ------- | ------- | ------ | ------ | ------ |
| 2014-2015 | Duke     | 39     | 39     | 33,9   | 41,7  | 37,9   | 88,9 | 3,51    | 5,56    | 1,51   | 0,08   | 11,82  |
| Carrière  | Carrière | 39     | 39     | 33,9   | 41,7  | 37,9   | 88,9 | 3,51    | 5,56    | 1,51   | 0,08   | 11,82  |

### Professionnelles

#### Saison régulière
| Saison    | Équipe     | Matchs | Titul. | Min./m | % Tir | % 3pts | % LF | Rbds/m. | Pass/m. | Int/m. | Ctr/m. | Pts/m. |
| --------- | ---------- | ------ | ------ | ------ | ----- | ------ | ---- | ------- | ------- | ------ | ------ | ------ |
| 2015-2016 | Minnesota  | 37     | 0      | 15,5   | 35,9  | 30,2   | 71,8 | 1,27    | 2,92    | 0,84   | 0,08   | 4,22   |
| 2016-2017 | Minnesota  | 60     | 0      | 12,9   | 41,4  | 35,6   | 76,7 | 1,12    | 2,60    | 0,80   | 0,08   | 3,48   |
| 2017-2018 | Minnesota  | 82     | 11     | 17,9   | 45,7  | 34,9   | 87,7 | 1,61    | 2,83    | 1,16   | 0,07   | 5,07   |
| 2018-2019 | Minnesota  | 68     | 23     | 22,9   | 41,5  | 31,7   | 84,1 | 1,97    | 4,81    | 1,19   | 0,07   | 6,88   |
| 2019-2020 | Memphis    | 65     | 6      | 19,0   | 45,9  | 37,9   | 74,1 | 1,58    | 4,38    | 0,91   | 0,09   | 7,45   |
| 2020-2021 | Memphis    | 70     | 9      | 17,5   | 43,1  | 32,1   | 91,1 | 2,00    | 3,70    | 0,91   | 0,09   | 6,31   |
| 2021-2022 | Memphis    | 73     | 23     | 21,2   | 45,1  | 39,0   | 81,8 | 2,41    | 4,44    | 0,90   | 0,03   | 8,66   |
| 2022-2023 | Memphis    | 80     | 22     | 24,2   | 43,8  | 37,1   | 80,0 | 2,50    | 5,21    | 1,04   | 0,07   | 10,29  |
| 2023-2024 | Washington | 66     | 66     | 29,3   | 48,9  | 41,4   | 80,0 | 2,70    | 7,30    | 1,10   | 0,30   | 12,00  |
| Carrière  | Carrière   | 601    | 160    | 20,4   | 44,5  | 36,7   | 81,3 | 2,00    | 4,30    | 1,00   | 0,10   | 7,40   |

#### Playoffs
| Saison   | Équipe    | Matchs | Titul. | Min./m | % Tir | % 3pts | % LF  | Rbds/m. | Pass/m. | Int/m. | Ctr/m. | Pts/m. |
| -------- | --------- | ------ | ------ | ------ | ----- | ------ | ----- | ------- | ------- | ------ | ------ | ------ |
| 2018     | Minnesota | 4      | 0      | 13,7   | 28,6  | 0,0    | 0,0   | 2,25    | 2,00    | 0,25   | 0,00   | 1,00   |
| 2021     | Memphis   | 5      | 0      | 9,3    | 35,3  | 25,0   | 100,0 | 1,40    | 1,20    | 0,20   | 0,00   | 3,00   |
| 2022     | Memphis   | 12     | 3      | 21,9   | 39,4  | 40,0   | 93,3  | 3,25    | 4,50    | 1,17   | 0,17   | 9,17   |
| 2023     | Memphis   | 6      | 1      | 20,0   | 30,6  | 15,8   | 66,7  | 3,00    | 3,67    | 1,33   | 0,00   | 4,50   |
| Carrière | Carrière  | 27     | 4      | 17,9   | 36,5  | 31,4   | 90,0  | 2,70    | 3,33    | 0,89   | 0,07   | 5,78   |

## Records sur une rencontre en NBA
Les records personnels de Tyus Jones en NBA sont les suivants, :
| Type de statistique        | Saison régulière | Saison régulière                  | Saison régulière | Playoffs | Playoffs                    | Playoffs      |
| Type de statistique        | Record           | Adversaire                        | Date             | Record   | Adversaire                  | Date          |
| -------------------------- | ---------------- | --------------------------------- | ---------------- | -------- | --------------------------- | ------------- |
| Points                     | 28               | Heat de Miami                     | 5 décembre 2022  | 21       | Warriors de Golden State    | 11 mai 2022   |
| Paniers marqués            | 11               | @ Pelicans de La Nouvelle-Orléans | 15 février 2022  | 8        | 2 fois                      | 2 fois        |
| Paniers tentés             | 21               | @ Spurs de San Antonio            | 30 mars 2022     | 18       | @ Warriors de Golden State  | 9 mai 2022    |
| Paniers à 3 points réussis | 6                | Kings de Sacramento               | 14 mars 2025     | 4        | Warriors de Golden State    | 11 mai 2022   |
| Paniers à 3 points tentés  | 10               | @ Spurs de San Antonio            | 30 mars 2022     | 7        | 2 fois                      | 2 fois        |
| Lancers francs réussis     | 6                | 2 fois                            | 2 fois           | 5        | @ Timberwolves du Minnesota | 23 avril 2022 |
| Lancers francs tentés      | 6                | 4 fois                            | 4 fois           | 5        | @ Timberwolves du Minnesota | 23 avril 2022 |
| Rebonds offensifs          | 3                | Bucks de Milwaukee                | 2 janvier 2016   | 1        | 5 fois                      | 5 fois        |
| Rebonds défensifs          | 10               | @ Pacers de l’Indiana             | 15 décembre 2023 | 8        | @ Warriors de Golden State  | 13 mai 2022   |
| Rebonds totaux             | 10               | 3 fois                            | 3 fois           | 9        | @ Warriors de Golden State  | 13 mai 2022   |
| Passes décisives           | 17               | Warriors de Golden State          | 27 février 2024  | 9        | Warriors de Golden State    | 11 mai 2022   |
| Interceptions              | 7                | Suns de Phoenix                   | 26 novembre 2017 | 2        | 4 fois                      | 4 fois        |
| Contres                    | 2                | 2 fois                            | 2 fois           | 1        | 2 fois                      | 2 fois        |
| Balles perdues             | 4                | 2 fois                            | 2 fois           | 3        | Timberwolves du Minnesota   | 26 avril 2022 |
| Minutes jouées             | 42               | @ Pelicans de La Nouvelle-Orléans | 29 novembre 2017 | 41       | @ Warriors de Golden State  | 9 mai 2022    |

- Double-double : 33
- Triple-double : 3

Dernière mise à jour : 27 février 2025

## Salaires
Les gains de Tyus Jones en NBA sont les suivants :
| Saison      | Équipe      | Salaire      |
| ----------- | ----------- | ------------ |
| 2015-2016   | Minnesota   | 1 282 080 $  |
| 2016-2017   | Minnesota   | 1 339 680 $  |
| 2017-2018   | Minnesota   | 1 471 382 $  |
| 2018-2019   | Minnesota   | 2 444 053 $  |
| 2019-2020   | Memphis     | 8 400 000 $  |
| 2020-2021   | Memphis     | 7 965 100 $  |
| 2021-2022   | Memphis     | 7 600 000 $  |
| 2022-2023   | Memphis     | 15 000 000 $ |
| Total Gains | Total Gains | 45 502 295 $ |
| 2023-2024   | Washington  | 14 000 000 $ |

## Famille
Son frère Tre, né en 2000, est aussi joueur de basket-ball, en NBA.